# 'Cause I... (Complete You)
'Cause I (Complete You), vaak aangeduid als 'Cause I, is een nummer van de Nederlandse zangeres Rachel Kramer. Het nummer werd op 29 januari 2010 in Nederland uitgebracht als de eerste single van Kramers album dat in maart 2010 werd uitgebracht.

## Achtergrond
Na haar deelname aan X Factor werd besloten om een aantal van Kramers oude nummers te gebruiken voor haar album, waaronder ook 'Cause I (Complete You). Via Kramers officiële Hyves-pagina mochten fans uit drie songs haar eerste single kiezen. Uiteindelijk is de keuze gevallen op 'Cause I (Complete You) en na overleg met Red Bullet werd op 1 december 2009 bevestigd dat dit Kramers eerste single zou worden. Het nummer werd vermoedelijk al eerder opgenomen, maar dit is vooralsnog onduidelijk.
'Cause I (Complete You) is een pop-ballad met country-invloeden. Het nummer werd geschreven door Kramer en Oscar Holleman, met muziek van Holleman. Het nummer beschrijft een relatie tussen twee geliefden, waarin de één geen respect toont voor de ander. Kramer zingt dat hij denkt dat zij dom is, terwijl zij hard haar best doet hem van het tegendeel te bewijzen. Ze vertelt dat ze haar vriend nodig heeft en ze hard haar best doet om de relatie te laten slagen. In het lied komt naar voren dat de relatie zeker wel goede tijden heeft gekend, maar dat ze eigenlijk zelf niet weet waar het mis gegaan is. Uiteindelijk besluit ze dat ze haar inmiddels ex-vriend eigenlijk gewoon haat. Volgens Kramer is het nummer voor zowel haar als Holleman gebaseerd op eigen ervaringen in relaties.

## Videoclip
De videoclip werd tussen 7 en 15 december 2009 opgenomen op het Britse eiland Jersey. Op 7 januari werd de videoclip door Kramer zelf vrijgegeven via haar YouTube-kanaal, nadat ze eerder al een reeks foto's van de opnames op haar Hyves-pagina had geplaatst.
In de video gaat Kramer terug naar een oud vakantiehuisje, waar ze eerder met haar vriend was. Ze kregen daar ruzie en op het moment dat zij het wil uitpraten, springt of valt hij van een cliff in zee. Aan het einde van de clip bezoekt ze het kerkhof, dat aangeeft dat haar vriend gedood werd door (de gevolgen van) de val.

## Tracklist

### iTunes Download
1. "'Cause I (Radio Versie)" (Rachel Kramer) — 03:27
2. "'Cause I (Akoestische Versie)" (Rachel Kramer) — 3:42

### Single-cd
1. "'Cause I (Radio Versie)" (Rachel Kramer) — 03:27
2. "'Cause I (Akoestische Versie)" (Rachel Kramer) — 3:42

## Release en promotie
'Cause I (Complete You) werd op 29 januari 2010 beschikbaar gesteld als legale download, door onder meer iTunes en 538. De single werd voor de release al via enkele kanalen gepromoot, waaronder Kramers website en persoonlijke netwerkpaginas, waar de videoclip te bekijken was. Verder was de clip te bekijken op de website van TMF en konden de online luisteraars een beoordeling geven. Daarnaast waren fragmenten uit de videoclip te zien en te horen in diverse programma's, waaronder RTL Boulevard en Shownieuws.
Ter promotie van de single zal Kramer in februari een miniconcert geven in Bussum voor de eerste honderd mensen die haar single via iTunes aanschaffen. Op de dag van de release stond de single al in de hoogste regionen in de lijst van populairste downloads om uiteindelijk op de negende plaats te belandden, zo meldde Kramer op haar Twitter-pagina.
De fysieke single, uitgebracht op 5 februari, was enkel te koop via de webwinkel van Music Store.

## Hitlijsten
'Cause I (Complete You) kwam op 6 februari binnen in de Single Top 100 en de Download Top 50 op respectievelijk plaats 38 en 32. Een week later was de single echter weer uit beide lijsten verdwenen. Vooralsnog is het nummer niet genoteerd geweest in de Nederlandse Top 40.